# Camarones (métro de Mexico)
Pour les articles homonymes, voir Camarones.
Camarones est une station de la ligne 7 du métro de Mexico, située au nord de Mexico, dans la délégation Azcapotzalco.

## La station
La station ouverte en 1988, a pour symbole une crevette, en raison de sa proximité de l'avenue Camarones. Y coulait un ruisseau où les gens pêchaient écrevisses et crevettes (camarones) d'eau douce.